# Stonecake
Stonecake var ett svenskt popband från Borlänge, som 1991 hade en stor hit med låten "Tuesday Afternoon", som nådde fjärde plats på Trackslistan.

## Medlemmar
- Tommy Andersson – sång, gitarr, piano
- Marcus Källström – trummor, bakgrundssång
- Klas Hägglund – elbas, hammondorgel

## Diskografi
- 1991 – Under the Biketree
- 1993 – Acoustic Toilets
- 1994 – Bite the Stonecake (promo, Japan)
- 1995 – In the Middle of Nowhere
- 2002 – Some People